# Michael Chaplin
Michael John Chaplin, anche conosciuto come Michael Chaplin (Santa Monica, 7 marzo 1946), è un attore statunitense. È il secondo figlio e il figlio maggiore del quarto e ultimo matrimonio di Charlie Chaplin, con Oona O'Neill.

## Biografia
Figlio di Charlie Chaplin e dell'ultima moglie Oona O'Neill, nel 1957 interpretò il ruolo del piccolo Rupert Macabee nel film Un re a New York, diretto e interpretato dal padre. A metà degli anni '60 Chaplin firmò un contratto per un libro con l'editore inglese Leslie Frewin per pubblicare la sua autobiografia Non potevo fumare l'erba sul prato di mio padre, che fu scritto assieme ai ghostwriter Tom Merrin e Charles Hamblett. Il libro era un racconto di memorie tra droga e ribellione di un adolescente hippy contro un padre famoso in tutto il mondo.
Prima della pubblicazione del libro, Michael Chaplin presentò un'ingiunzione nella speranza di impedirne la diffusione, sostenendo che il lavoro avrebbe avuto un impatto negativo su se stesso e la sua famiglia. Questa ingiunzione fu però bocciata dai giudici della Corte d'appello, con la motivazione che il contratto di Chaplin era vincolante perché quel lavoro gli aveva già dato un guadagno, dando l'avvio alla sua carriera di scrittore. Michael Chaplin fu poi l'autore del romanzo The Fallen God, una versione moderna della storia di Tristano e Isotta.

## Filmografia
- Luci della ribalta (Limelight), regia di Charles Chaplin (1952)
- Un re a New York (A King in New York), regia di Charles Chaplin (1957)
- Spogliarello per una vedova (Promise Her Anything), regia di Arthur Hiller (1965)
- Questa pazza, pazza, pazza Londra (The Sandwich Man), regia di Robert Hartford-Davis (1966)